# Étienne Arnal
Pour les articles homonymes, voir Arnal.
Étienne Arnal, dit Arnal, né à Meulan le 2 février 1794 et mort à Genève le 10 décembre 1872, est un acteur français. 
Après avoir peu réussi dans les rôles d'amoureux de tragédie, il obtint un succès prolongé sur les scènes du Théâtre du Vaudeville et des Variétés. Il a joué dans beaucoup de pièces d'Eugène Labiche dont "La Dame aux jambes d'azur" et "L'Affaire de la rue Lourcine" dans lesquelles il a tenu le premier rôle. Il a publié quelques poésies dont "Boutades en vers" en 1861.

## Rôles
- Un monsieur qui prend la mouche : Alphonse de Beaudéduit
- Les gants jaunes : Anatole, maître de danse
- Un mari qui prend du ventre : Pigeoret, propriétaire, 44 ans
- Mesdames de Montenfriche : Montenfriche
- L'Affaire de la rue de Lourcine : Lenglumé, rentier
- Le Choix d'un gendre : Bidonneau
- Le Petit Voyage : Auguste, garçon d'hôtel
- La Sensitive : Gaudin, domestique